# 林機
林機（1559年—1595年），字彦弼，號心廷，福建泉州府惠安县人，明朝政治人物。同进士出身。

## 生平
嘉靖己未五月二十一日生。萬曆十三年（1585年）乙酉科福建乡试第二名举人，萬曆二十三年（1595年）乙未科會試第一百十八名，廷試三甲第二十一名进士，吏部觀政，未任官。

## 家族
曾祖林汝器。祖林清，贈户部主事。父林會春，户部主事。前母陈氏，贈安人；母陈氏，封安人。娶张氏，子世忠、世孝、世廉。